# 王维俊
王维俊（1964年—），湖北武汉人，汉族，中华人民共和国政治人物、第十二届全国人民代表大会解放军代表。
毕业于重庆大学电气工程专业。加入中国共产党。担任后勤工程学院野战电机电气研究所所长。2008年起担任全国人大代表。2013年，担任全国人大代表。